# Szalkszentmárton
Szalkszentmárton este un sat în districtul Kunszentmiklós, județul Bács-Kiskun, Ungaria, având o populație de 2.927 de locuitori (2011). 

## Demografie
Componența etnică a satului Szalkszentmárton
     Maghiari (95,37%)
     Romi (3,4%)
     Necunoscut (0,29%)
     Alții (0,94%)
Componența confesională a satului Szalkszentmárton
     Reformați (36,52%)
     Romano-catolici (27,61%)
     Fără religie (14,21%)
     Necunoscută (20,26%)
     Alte religii (2,7%)
Conform recensământului din 2011, satul Szalkszentmárton avea 2.927 de locuitori. Din punct de vedere etnic, majoritatea locuitorilor (95,37%) erau maghiari, cu o minoritate de romi (3,4%). Apartenența etnică nu este cunoscută în cazul a 0,29% din locuitori. Nu există o religie majoritară, locuitorii fiind reformați (36,52%), romano-catolici (27,61%) și persoane fără religie (14,21%). Pentru 20,26% din locuitori nu este cunoscută apartenența confesională.